# Liste der Einträge im National Register of Historic Places im Bosque County
Die Liste der Registered Historic Places im Bosque County führt alle Bauwerke und historischen Stätten im texanischen Bosque County auf, die in das National Register of Historic Places aufgenommen wurden.

## Aktuelle Einträge
| Lfd. Nr. | Name im NRHP                             | Bild | Datum der Eintragung | Adresse/Lage                 | Ort           | NRHP-ID  | Beschreibung |
| -------- | ---------------------------------------- | ---- | -------------------- | ---------------------------- | ------------- | -------- | ------------ |
| 1        | A. H. Lahlum House                       |      | 22. Juli 1983        | SW of Clifton                | Clifton       | 83003110 |              |
| 2        | Adolf and Christine Godager Homesite     |      | 22. Juli 1983        | NW of Clifton                | Clifton       | 83003104 |              |
| 3        | Bosque County Courthouse                 |      | 13. Apr. 1977        | Public Sq.                   | Meridian      | 77001427 |              |
| 4        | Bosque County Jail                       |      | 29. Jan. 1979        | 203 E. Morgan                | Meridian      | 79002918 |              |
| 5        | Brandhagen Houses                        |      | 22. Juli 1983        | W of Clifton on FM 182       | Clifton       | 83003096 |              |
| 6        | Bridges-Johnson House                    |      | 25. Okt. 1979        | Off TX 6, SW of Meridian     | Meridian      | 79003447 |              |
| 7        | Brogdon Farm                             |      | 22. Juli 1983        | W of Clifton                 | Clifton       | 83003097 |              |
| 8        | Bronstad House                           |      | 22. Juli 1983        | SW of Clifton                | Clifton       | 83003098 |              |
| 9        | Carl and Sedsel Questad Farm             |      | 22. Juli 1983        | W of Clifton                 | Clifton       | 83003119 |              |
| 10       | Christen and Johanne Knudson Farm        |      | 22. Juli 1983        | SW of Clifton on FM 219      | Clifton       | 83003109 |              |
| 11       | Ellingson Farm                           |      | 22. Juli 1983        | W of Clifton                 | Clifton       | 83003101 |              |
| 12       | Eric and Martha Linberg Farm             |      | 22. Juli 1983        | W of Clifton                 | Clifton       | 83003112 |              |
| 13       | Even and Petrine Erickson Farm           |      | 22. Juli 1983        | NW of Clifton                | Clifton       | 83003102 |              |
| 14       | First National Bank Building             |      | 7. Nov. 1979         | Main and Morgan Sts.         | Meridian      | 79002919 |              |
| 15       | Gunarus and Ingerborg Shefstad House     |      | 22. Juli 1983        | N of Clifton                 | Clifton       | 83003125 |              |
| 16       | Gunsten and Lofise Grimland House        |      | 22. Juli 1983        | SW of Clifton on FM 219      | Clifton       | 83003105 |              |
| 17       | Hans and Berthe Reierson House           |      | 22. Juli 1983        | SW of Clifton                | Clifton       | 83003121 |              |
| 18       | Hoff-Ulland Farm                         |      | 22. Juli 1983        | SW of Clifton                | Clifton       | 83003107 |              |
| 19       | Hog Creek Archeological District         |      | 20. Juli 1977        | Address Restricted           | Mosheim       | 77001428 |              |
| 20       | J. H. Bekken House                       |      | 22. Juli 1983        | NW of Clifton                | Clifton       | 83003095 |              |
| 21       | James Jens and Martha Jenson House       |      | 22. Juli 1983        | NW of Clifton on FM 2136     | Clifton       | 83003108 |              |
| 22       | Jens and Kari Ringness Farm              |      | 22. Juli 1983        | Sw of Clifton on FM 219      | Clifton       | 83003122 |              |
| 23       | John and Mary Colwick Farm               |      | 22. Juli 1983        | SW of Clifton                | Clifton       | 83003099 |              |
| 24       | John Pederson Farm                       |      | 22. Juli 1983        | SW of Clifton on FM 219      | Clifton       | 83003117 |              |
| 25       | Joseph and Anna Olson Farm               |      | 22. Juli 1983        | SW of Clifton on FM 182      | Clifton       | 83003114 |              |
| 26       | Keddel and Liv Grimland Farm             |      | 22. Juli 1983        | SW of Clifton on FM 219      | Clifton       | 83003106 |              |
| 27       | Lumpkin Building                         |      | 9. Apr. 1998         | 101 Main St.                 | Meridian      | 98000355 |              |
| 28       | Martin Larson House                      |      | 22. Juli 1983        | SW of Clifton                | Clifton       | 83003111 |              |
| 29       | Norway Mill                              |      | 22. Juli 1983        | SW of Clifton on FM 182      | Clifton       | 83003113 |              |
| 30       | Ole and Ann Pierson Farm                 |      | 22. Juli 1983        | W of Clifton                 | Clifton       | 83003118 |              |
| 31       | Ole and Elizabeth Finstad Homesite       |      | 22. Juli 1983        | SW of Clifton on FM 219      | Clifton       | 83003103 |              |
| 32       | Olson-Hanson Farm                        |      | 22. Juli 1983        | SW of Clifton on FM 219      | Clifton       | 83003115 |              |
| 33       | Olson-Nelson Farm                        |      | 22. Juli 1983        | W of Clifton                 | Clifton       | 83003116 |              |
| 34       | Peder Dahl Farm                          |      | 22. Juli 1983        | SW of Clifton on FM 219      | Clifton       | 83003100 |              |
| 35       | Reeder-Omenson Farm                      |      | 22. Juli 1983        | SW of Clifton on FM 182      | Clifton       | 83003120 |              |
| 36       | Tobias and Wilhelmine Schultz Farm       |      | 22. Juli 1983        | SW of Clifton                | Clifton       | 83003124 |              |
| 37       | Tom and Martha Rogstad Farm              |      | 22. Juli 1983        | W of Clifton                 | Clifton       | 83003123 |              |
| 38       | Upper Settlement Rural Historic District |      | 22. Juli 1983        | E of Granfills Gap off TX 22 | Granfills Gap | 83003126 |              |
| 39       | Wilson Homesite                          |      | 22. Juli 1983        | W of Clifton                 | Clifton       | 83003127 |              |